# Syngrapha alaica
Syngrapha alaica är en fjärilsart som beskrevs av Galvagni 1906. Syngrapha alaica ingår i släktet Syngrapha och familjen nattflyn. Inga underarter finns listade i Catalogue of Life.